# Повінь у Джонстауні (фільм, 1926)
«Повінь у Джонстауні» (англ. The Johnstown Flood) — американська драма режисера Ірвінга Каммінгса 1926 року.

## Сюжет
Річард Дрейфум розповідає про одну з найжахливіших катастроф в історії США, яка забрала життя 2200 з гаком людей.

## У ролях
- Джордж О'Брайєн — Том O'Дей
- Флоренс Гілберт — Глорія Гемільтон
- Джанет Гейнор — Анна Бургер
- Андерс Рендолф — Джон Гамільтон
- Пол Ніколсон — Джо Гамільтон
- Пол Панцер — Джо Бургер, батько Анни
- Джордж Гарріс — молода Сідні Мандель
- Макс Девідсон — Девід Мандель
- Волтер Перрі — Пет O'Дей
- Сід Джордан — Маллінс